# مونيا مقلنس
مونيا مقلنس (الاسم العلمي: Lonchura spectabilis) (بالإنجليزية: Hooded Munia)‏ هو نوع من الطيور تتبع جنس المونيا من فصيلة شمعية المنقار. يتواجد هذا النوع في بابوا الغربية وإندونيسيا وبابوا غينيا الجديدة.